# Ультрамарини (фільм)
«Ультрамари́ни» (англ. Ultramarines: A Warhammer 40,000 Movie) — комп'ютерний анімаційний фільм, оснований на вигаданому Games Workshop всесвіті Warhammer 40,000. Автором сценарію є письменник Ден Абнетт.
Сюжет оповідає про Космодесантників з ордена Ультрамаринів, які отримують сигнал лиха з віддаленої планети та вирушають на допомогу. Та згодом вони виявляють, що це лише частина підступного плану зі знищення їхнього ордена.

## Сюжет
Фільм починається зі сцени бою ордена Імперських Кулаків з невідомим ворогом. Дія переноситься на космічний корабель, де відбувається тренувальний бій між молодим Космодесантником Протеєм та капітаном Северусом. Протей повалює Северуса і пропонує здатися, але той раптовим ударом перемагає Протея зі словами «Ми не здаємося». Після ініціації та клятви на священній зброї — Громовому Молоті, Протей разом з іншими космодесантниками вирушає на планету Мітрон, з якою надходить сигнал лиха від дружнього ордена Імперських Кулаків, попутно отримуючи повчання від Апотекарія Піфола прагнути перемоги, а не слави.
Після прибуття і висадки на планету Протей чує шепіт і помічає якийсь рух між скелями. Появу вогнів святого Ельма на прапорі ордена Апотекарій Піфол сприймає як поганий знак, тому вірить Протею. Капітан Северус відкидає всі підозри і наказує рушати вперед. На шляху до замку, в якому, ймовірно, сховалися Імперські Кулаки, Ультрамарини зустрічають осквернене Хаосом поле битви. Северус настоює на продовженні операції, попри застереження апотекарія. Посланих розвідників знаходять вбитими, а потім нападають десантники Чорного Легіону, що колись давно зрадили Імператора на користь Хаосу. Втративши кількох бійців, Ультрамарини все ж добираються до місця, звідки виходить сигнал. Там вони стикаються з величезної сили демоном, який, практично ігноруючи шквальний вогонь і удари ланцюгово меча, хапає капітана Северуса і зривається з ним у прірву. Командування загоном переходить до Протея. В одному з приміщень замку Ультрамарини знаходять двох уцілілих з ордена Імперських Кулаків — брата Нідона і капелана Карнака. Ті пояснюють, що охороняли священну книгу, колись передану Кулакам самим Богом-Імператором Людства, за якою тепер полювали сили Хаосу, але не можуть пояснити, як їм самим вдалося вижити в храмі, більше місяця тому захопленому ворогами. Протей приймає рішення забрати книгу і відвезти її на Макрагг, рідну планету і центральну базу Ультрамаринів. При відступі Космодесантники піддаються масованій атаці Чорного Легіону; під час битви з'являється поранений капітан Северус і веде своє відділення на прорив. Герої добираються до корабля і відлітають з Мітрону.
На космічному кораблі Протей повідомляє Северусу і Піфолу про свої підозри щодо незрозумілого порятунку двох Імперських Кулаків і їхню дещо дивну поведінку. Капітан разом з Протеєм тут же вирушають перевірити, що за книгу принесли з собою Імперські Кулаки. Але, відкривши її, бачать, що сторінки порожні. Кулаки зізнаються, що їх хвилювання було викликане саме зникненням написів у святині, побоюванням, що її торкнулася псування Хаосу. Проте капітан звинувачує Кулаків у єресі; ніби на підтвердження його слів, на прапорі загону, принесеному новачком-прапороносцем, знову з'явилися вогні святого Ельма. Северус убиває Карнака і оглушує Нідона. Однак Ультрамарин-новачок з подивом відзначає, що навіть після вбивства єретика вогні нікуди не зникли. Капітан зривається з місця, хапає книгу і, розкидавши Космодесантників й убивши прапороносця, тікає. Тільки тоді Протей і інші розуміють, що їх капітан загинув ще на Мітроні, а демон замаскувався під нього.
Корабель готується до стрибка на Макрагг через 10 хвилин з демоном на борту. Вцілілі Космодесантники знаходять демона в залі, де стоїть головна реліквія їх загону — священний молот. Демон, який набуває свого істинного вигляду, за допомогою сил Хаосу «проявляє» тексти молитов на сторінках книги, яка є порталом в Варп. Демон вбиває майже всіх десантників і бере Протея в полон, збираючись набути його вигляду замість викритого Северуса. Готуючи ритуал, демон знущально дякує Протею за мимовільну допомогу в здійсненні його плану — спочатку напасти на храм Кулаків, залишивши пару бійців в живих, щоб потрапити разом з книгою-порталом на головну базу прибулих на допомогу Ультрамаринів і, відкривши ворота в Варп, викликати звідти підкріплення, щоб з ними знищити один з найкращих орденів Космодесанту. На допомогу приходить Піфол, але гине, оглушений Веренор отямлюється за час ритуалу і відволікає лиходія. Протей вириває священний молот з релікварію і забиває ним демона. Веренор обіцяє Протею допомогти йому по прибутті пояснити, що тут сталося.
Через деякий час Протей сам стає командиром загону і разом з Веренором приймає клятви нових десантників перед їх першим боєм.

## Реліз
8 жовтня 2010 було оголошено, що фільм буде поширюватися суто обмеженим тиражем в колекційному виданні на DVD-дисках вартістю 39,98 $, 31,75 € або 25,99 ₤. Датою старту продажів початково було оголошено 29 листопада 2010. У комплект поставки входили:
- Ілюстрована 32-сторінкова графічна новела-приквел «Важкий вибір 'Що сталося на Алголі?'» (Hard Choices 'What happened on Algol?'). Автор — Ден Абнетт, ілюстрації — Девід Роуч. Тільки англійською мовою.
- Відео про створення фільму:
  - Спадщина (The Legacy) — про перенесення всесвіту Warhammer 40,000 на екрани.
  - План бою (The Blueprint for Battle) — про створення скриптів для фільму.
  - Підрозділ (The Squad) — про акторів.
  - Мистецтво війни (The Art of War) — про дизайнерську і художню роботу.
  - Музичний краєвид (The Soundscape) — про звукові ефекти і музику.

## Відгуки
Після виходу фільм отримав змішані відгуки. Деякі критики хвалили його, сказавши, що це коротка зрозуміла історія з хорошою взаємодією персонажів, в той час як інші говорили, що сюжет надто простий, повільно розвивається, і фільму бракує відчуття таємниці і важливості. Відзначалися також низька якісь графіки і вузька спрямованість на фанатів Warhammer 40,000.
Середня оцінка фільму на Internet Movie Database складає 5,7 балів з 10. На Rotten Tomatoes рейтинг склав 40%.